# Monarchia
     Monarchia assoluta
     Monarchia costituzionale
     Monarchia parlamentare
     Reami del Commonwealth, Stati in unione personale con il sovrano del Regno Unito
     Monarchie subnazionali (parziali)

Monarchia assoluta
Monarchia costituzionale
Monarchia parlamentare
Reami del Commonwealth, Stati in unione personale con il sovrano del Regno Unito
Monarchie subnazionali (parziali)

La monarchia è una forma di governo in cui la carica di capo di stato è ricoperta da un re o da una regina oppure un qualsiasi altro sovrano nobiliare.
Esistono tre tipi di monarchia: la monarchia assoluta, in cui il re non è sottoposto a vincoli esterni o interni (che non siano la legge di successione, il diritto naturale o Dio stesso), la monarchia costituzionale, dove i poteri del re sono determinati e limitati da una costituzione e infine la monarchia parlamentare, dove il sovrano mantiene esclusivamente un ruolo cerimoniale e di conseguenza non governa (mantenendo poteri solo in via formale), lasciando al parlamento (o congresso) il potere legislativo mentre al governo quello esecutivo.
Esiste inoltre il fenomeno di monarchia costituzionale pura anche detta monarchia semi-costituzionale, dove il sovrano possiede il potere legislativo mentre un organo governativo possiede il potere esecutivo e giudiziario. Durante il medioevo, le monarchie si sono rapidamente diffuse in tutta Europa e nella stragrande maggioranza degli stati al mondo, monarchie solitamente assolute in cui il re (o nel caso di un Impero, un imperatore) era onnipotente e intoccabile.
Nel corso del XX secolo, gran parte delle monarchie sono state abolite per diverse cause come guerre, colpi di Stato o referendum. Attualmente, le monarchie sono solitamente costituzionali e il sovrano ha un ruolo quasi sempre rappresentativo (o è comunque sottomesso a un parlamento), sebbene in Arabia Saudita, Brunei, Eswatini e Città del Vaticano il sovrano abbia ancora poteri assoluti.

## Etimologia
L'etimo monarchia deriva dal termine del tardo latino monarchĭa, a sua volta derivato dal greco antico μοναρχία (monarkhía, "governo del singolo"), composto di μονο- (mono-, "solo, singolo") e -αρχία (-archìa, "comando"). Il vocabolo fu riferito per lungo tempo ad una figura a cui era affidato il potere assoluto, ma l'uso corrente del termine si riferisce perlopiù ad un sistema tradizionale di governo ereditario.

## Descrizione
A capo di tale forma di stato vi è il monarca che è considerato un membro a parte rispetto al resto delle persone dello stato che sono suoi sudditi.

### Titoli monarchici
Questi sono i titoli reali storicamente più utilizzati in diverse parti del mondo:
In Europa:
- rex (in latino, da cui deriva rei in portoghese, galiziano, asturiano e catalano, rey in spagnolo, roi in francese, re in italiano, rege in rumeno);
- kuningaz (in proto-germanico, da cui derivano cyning in anglosassone, king in inglese, könig in tedesco, konink in olandese, kung o konge nelle lingue scandinave);
- király (in ungherese, lingua europea, ma non indoeuropea);
- basileus (in greco, che fu una magistratura con funzioni prevalentemente religiose nella polis classica)
- imperatore (o imperatrice), dal latino imperator (la massima carica militare della Repubblica Romana, che divenne funzione principale dell'imperatore romano).[Esplicazione 1] Il titolo era usato in comunione con, e in pratica equivalente a, quelli di Princeps, Augustus e Caesar . Da quest'ultimo, il cognomen di Gaio Giulio Cesare,  derivano foneticamente i titoli di:
  - Kaiser (in tedesco);
  - Zar (in russo ed altre lingue slave);
- judike (in sardo, dal latino iudices, ossia giudice). L'associazione del ruolo di giudice con quello di re fu elemento ricorrente anche nel periodo dei Giudici di Israele e nel periodo dei Giudici di Castiglia;

Nel mondo islamico:
- malik (in arabo, equivalente a re);
- califfo (in arabo, significante successore del profeta Maometto, massimo capo politico e religioso);
- emiro (in arabo, termine che indicò inizialmente un governatore provinciale per passare a designare un sovrano indipendente);
- sultano (in arabo, applicato principalmente nell'ambito dell'Impero ottomano, in cui il governo effettivo era affidato ai visir);
- imam (usato in Oman)
- raja (nome ufficiale del sovrano di Perlis, uno degli stati malesi);
- Yang di-Pertuan Agong (nome ufficiale del re della Malesia; una variante è Yang di-Pertuan Besar, nome ufficiale del sovrano di Negeri Sembilan);

In Africa:
- negus (in Etiopia);
- askia (nell'Impero Songhai);

In Asia:
- wang (in cinese, equivalente a re);
- Tian Zi (in cinese, tradotto in italiano con Figlio del Cielo);
- huangdi (in cinese, equivalente a imperatore);
- Tennō (in giapponese, equivalente a imperatore, anticamente mikado);
- Khan o Khanghan (nell'Impero Mongolo);
- Maharaja o rash (in sanscrito e hindi);
- Scià (in persiano, gli imperatori di Persia furono talora indicati come shāhān shāh, in italiano re dei re);

In Oceania:
- o le ao o le malo (nome ufficiale dei Sovrani di Samoa);

Nelle Isole Canarie e nell'America precolombiana:
- Mencey (tra i Guanci delle Isole Canarie);
- Cacicco (nei Caraibi, applicato dai colonizzatori a qualsiasi altra entità politica indigena delle Americhe);
- Tlatoani (in Nahuatl, dell'America Centrale);
- ajaw (in Maya, dell'America Centrale);
- cazonci o irecha (in Purépecha, dell'America Centrale);
- inca (in quechua, nella zona andina del Sud America);
- Zipa e Zaque (in lingua chibcha, nella parte settentrionale delle Ande in Sud America);

Altri titoli nobiliari sovrani, principalmente europei e per la maggior parte di monarchie "federate" del Sacro Romano Impero Germanico:
- Granduca
- Arciduca
- Barone
- Duca
- Conte
- Visconte
- Marchese
- Voivoda
- Principe
- Coprincipi
- Signore

Di solito, Granduchi, Principi e Duchi sovrani godono del trattamento di Altezza Serenissima; è il caso del Principe di Monaco e del Principe del Liechtenstein. Caso particolare è il Granduca di Lussemburgo, che ha il trattamento di Altezza Reale.

### Forme di monarchia
Le forme di monarchia possono fondamentalmente essere ricondotte a tre:
- monarchia assoluta in cui il sovrano esercita tutti i poteri, esecutivo, legislativo e giudiziario, coadiuvato da ministri o altri funzionari da lui nominati senza condizionamento alcuno. Egli comunque si ritiene sottoposto al diritto naturale e a Dio e non ha facoltà di alterare la legge di successione del regno a suo unico arbitrio.
- monarchia costituzionale, in cui il sovrano è limitato nei suoi poteri da uno statuto costituzionale: pur nella diversità dei casi, vi è comunque un parlamento che approva leggi, che entrano però in vigore solo se il sovrano le approva; il sovrano è titolare del potere esecutivo, pur esistendo un governo e spesso anche un primo ministro scelto dal sovrano; il potere giudiziario è amministrato da giudici nel nome del sovrano;
- monarchia parlamentare: in cui il sovrano è fortemente limitato nei suoi poteri da una costituzione, da un parlamento e da un governo, scelto normalmente dal parlamento o dal popolo e non dal sovrano. Quest'ultimo ha un potere perlopiù rappresentativo, ma in alcuni casi è a capo delle forze armate, può sciogliere il parlamento e porre un diritto di veto a leggi contrarie alla costituzione.

### Successione al trono
Quando il monarca cessa le sue funzioni, per morte, rinuncia o dimissioni (dette abdicazione) o destituzione, viene sostituito da uno nuovo: si parla dunque di successione al trono. La successione può essere ereditaria o elettiva. 

Legge ereditaria in vigore nelle monarchie europee
Legge di primogenitura
Legge semi-salica
Legge salica
Monarchie elettive

     Legge di primogenitura
     Legge semi-salica
     Legge salica
     Monarchie elettive

#### Successione ereditaria
Nella successione ereditaria il trono passa al figlio o in mancanza al parente più prossimo, nel contesto di una stessa famiglia, detta dinastia.
Si hanno fondamentalmente tre varianti a seconda della possibilità delle persone di sesso femminile di ereditare il trono:
- la legge salica, che esclude totalmente il sesso femminile nella successione (es. Liechtenstein, Marocco e Giordania);
- la legge semisalica, che privilegia il sesso maschile al femminile, pur non escludendo quest'ultimo: la figlia femmina di maggiore età eredita il trono in mancanza di figli maschi (es. Spagna e Principato di Monaco);
- la legge di primogenitura, dove ambo i sessi hanno la medesima priorità.

La legge di primogenitura era assente fino alla fine del secolo scorso nelle attuali monarchie europee. È stata progressivamente adottata dalle monarchie che hanno abbandonato la legge salica e la legge semisalica:
- Svezia (1980) e Norvegia (1990) hanno abbandonato la legge salica adottando quella di primogenitura;
- Paesi Bassi (1983), Belgio (1991), Danimarca (2009), Lussemburgo e Regno Unito (2011) sono passati dalla legge semisalica alla legge di primogenitura.

#### Successione elettiva
Nel caso di monarchia elettiva, i sovrani sono eletti o nominati da un collegio elettorale a vita o per un periodo definito. Esempi storici di monarchia elettiva sono gli imperatori del Sacro Romano Impero o i monarchi della Confederazione polacco-lituana o del Regno di Haiti.

## Analisi critica

### Aristotele
Aristotele in Politica, analizza la monarchia come una delle costituzioni giuste (monarchia, aristocrazia e politeia), cioè la inserisce tra quelle forme di governo che puntano al bene comune, in contrapposizione alle costituzioni corrotte (tirannia, oligarchia e democrazia), che mirano al bene di una parte della città.

### Polibio
Polibio identificò la monarchia come una delle tre forme di governo benigne (monarchia, aristocrazia e oclocrazia).

### Analisi moderne
Secondo Jean Bodin il sovrano assoluto si riveste di una sovranità che appartiene originariamente al popolo, ma di cui questo può spogliarsi in modo irrevocabile, conferendola a un principe. Ciò può avvenire per favorire l'opera di revisione e modernizzazione del diritto che il sovrano feudale, sostanzialmente custode delle tradizioni, non poteva svolgere appieno. In questo senso il sovrano assoluto, invece, è legibus solutus, cioè libero dal vincolo costituito dalla legislazione precedente. Il coinvolgimento a Corte della grande nobiltà favorirà questo processo di accentramento del potere, impedendo all'aristocrazia di ostacolare la burocratizzazione del territorio.

Il quadro della tutela dei diritti umani offerto dalle monarchie è stato talvolta criticato, eppure la medesima ricerca accademica politologica ha notato che: 
(E. Somaini, Geografia della democrazia, Bologna, Il Mulino, 2009, pp. 115-118 (ed. digit.: 2009, doi: 10.978.8815/144287, Capitolo quinto: Forme di governo e democrazia, doi capitolo: 10.1401/9788815144287/c5)
Per converso, alcuni degli argomenti contrari alla sopravvivenza delle monarchie vanno maneggiati con cautela: secondo Karl Loewenstein, ad esempio, va abbandonato il tradizionale argumentum ad hominem contro le monarchie, secondo cui l'ereditarietà delle malattie per l'endogamia delle famiglie reali ne avrebbe indebolito la fibra necessaria per governare; tale argomento risuona di pregiudizi eugenetici utilizzati dal nazismo.

## Storia

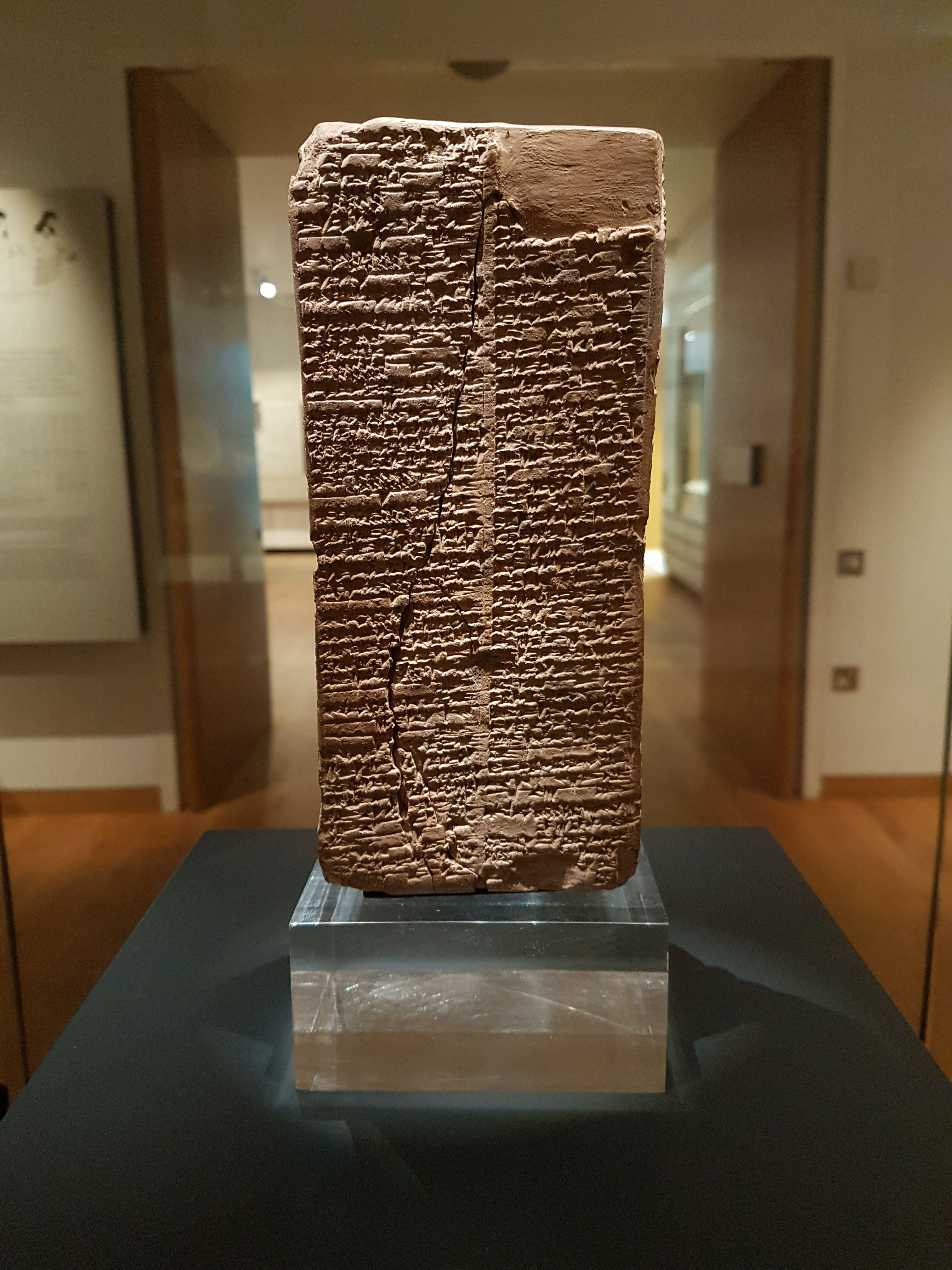
Il Prisma di Weld-Blundell, recante la Lista reale sumerica.

### Preistoria
La nascita della monarchia basa le sue radici sui domini risalenti all'età preistorica, i quali in seguito si evolsero in civiltà organizzate in strutture gerarchiche più complesse, come in Mesopotamia, nell'Antico Egitto e nella Valle dell'Indo. I più antichi monarchi di cui abbiamo traccia sono Narmer, Faraone dell'Antico Egitto (3100 a.C.) e Enmebaragesi, re sumero di Kish (2600 a.C.).
In molte società storiche, come l'Egizia, l'Indiana, la Mesopotamica, la Sudanese e l'Indoeuropea, ai primi monarchi vennero affidate funzioni sacrali, probabilmente gettando così le basi del diritto divino dei re.

### Età Antica
Presso gli Ebrei l'avvento della monarchia coincise con l'unificazione del territorio; il monoteismo di questo popolo sbarrò la strada alla divinizzazione del monarca, che si dispiegò invece in Persia.
In Grecia la forma monarchica già presente a Micene venne soppiantata per lungo tempo dalla struttura oligarchica o democratica delle poleis, per tornare vitale con l'Impero Macedone di Filippo e Alessandro Magno.
A Roma la monarchia fu la prima forma di governo (VII-VI a.C.), ma ebbe come contrappeso il Senato e i comizi curiati: questa situazione preparò il passaggio alla repubblica (VI-I a.C) e continuò anche nella prima fase dell'Impero, almeno fino a Vespasiano (70-79 d.C.) che formalizzò la successione ereditaria, dove l'Imperatore veniva formalmente investito del potere dal Senato dal popolo. Il principato e l'impero a Roma ebbero la forma di monarchia sia ereditaria sia elettiva, in quanto l'imperatore era o un erede del princeps defunto oppure era scelto per acclamazione da parte gli eserciti nelle province oppure per elezione da senato o ordine pretoriano tra gli eredi o infine tra chi ritenevano più opportuno: non solo chi fosse il migliore a ricoprire quel ruolo, ma soprattutto chi meglio potesse soddisfare gli interessi della parte elettrice.

### Medioevo
Per i popoli barbarici il Re era essenzialmente il capo militare e solo successivamente si trasformò in capo politico. La sua scelta avveniva per elezione e il potere restò quindi a lungo limitato dalle assemblee dei "liberi" prima e dei "grandi" poi. La forma monarchica assoluta e divinizzata lasciata in eredità dal mondo romano faticava a conciliarsi con la forte tendenza germanica all'autonomia individuale. Definitiva stabilità fu raggiunta solo con l'incoronazione di Carlo Magno il 25 dicembre 800. Infatti il potere della dinastia carolingia veniva da Dio, tramite il pontefice, e non più dal popolo ed era assai più estesa che in precedenza. Poiché la base di consenso non doveva più essere ricercata nei legami tribali, divenne predominante il vincolo feudale che poneva al vertice del sistema il Re, ma attribuiva anche grandissimo potere alla nobiltà terriera.

### Età moderna

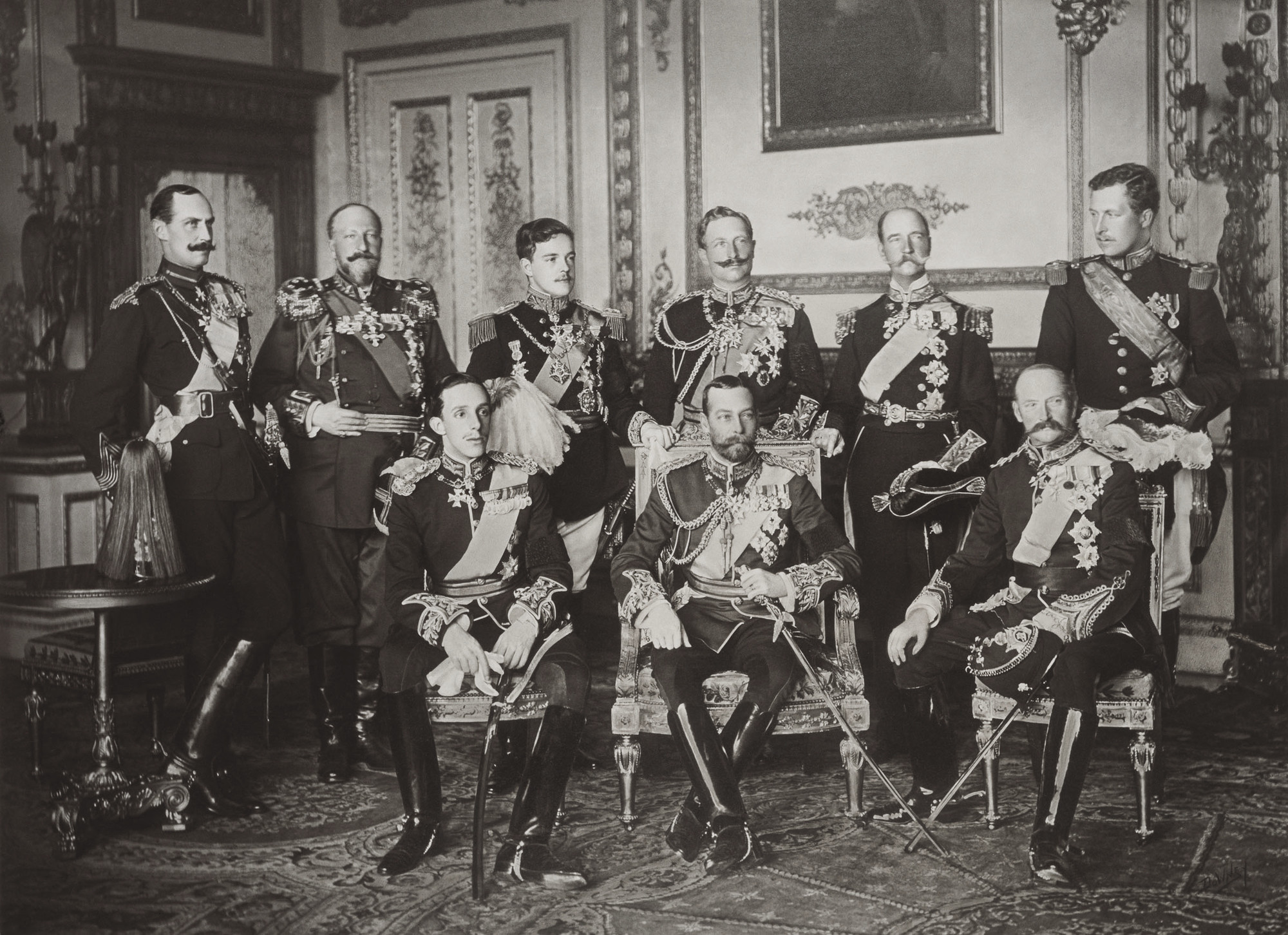
I sovrani convenuti a Londra nel 1910 alle esequie di Edoardo VII.

Quando, a partire dalla fine dell'XI secolo, l'omogenea struttura feudale cominciò a trasformarsi in un complesso più articolato, la monarchia venne a porsi come indispensabile strumento di mediazione tra le varie forze in campo (nobiltà e borghesia, centri cittadini e campagna feudale). Dove le forze centrifughe non prevalsero si diffuse una monarchia dalle nuove caratteristiche (Spagna, Francia, Regno Unito, ecc.), centro di un'estesa burocrazia, motore di una capillare rete finanziaria, organizzatrice di un forte esercito stanziale. Tale forma di governo centralizzata fu detta "monarchia assoluta", e in essa il Re rivestì non più il ruolo di arbitro, posto in posizione di superiorità rispetto ai diversi gruppi sociali, ma quello di fonte del diritto.

### Età contemporanea
Dal XVII secolo, la monarchia entrò in una lunga crisi, mentre prendevano passo il perlopiù regionale parlamentarismo  e l'anti-monarchismo.
A oggi la forma monarchica più diffusa in occidente è attualmente la monarchia parlamentare, mentre in Asia alcune monarchie, come l'Arabia Saudita e gli Emirati Arabi Uniti, sono assolute.

### Attualità
Monarchia assoluta
     Monarchia costituzionale
     Monarchia costituzionale parlamentare
     Monarchia appartenente al Commonwealth
     Monarchie subnazionali

Monarchia assoluta
Monarchia costituzionale
Monarchia costituzionale parlamentare
Monarchia appartenente al Commonwealth
Monarchie subnazionali

In gran parte delle democrazie odierne, il monarca, per l'intero arco della sua vita, viene considerato Capo di Stato, il cui ruolo è fondamentalmente simbolico e rappresentativo.
     Monarchia
     Repubblica

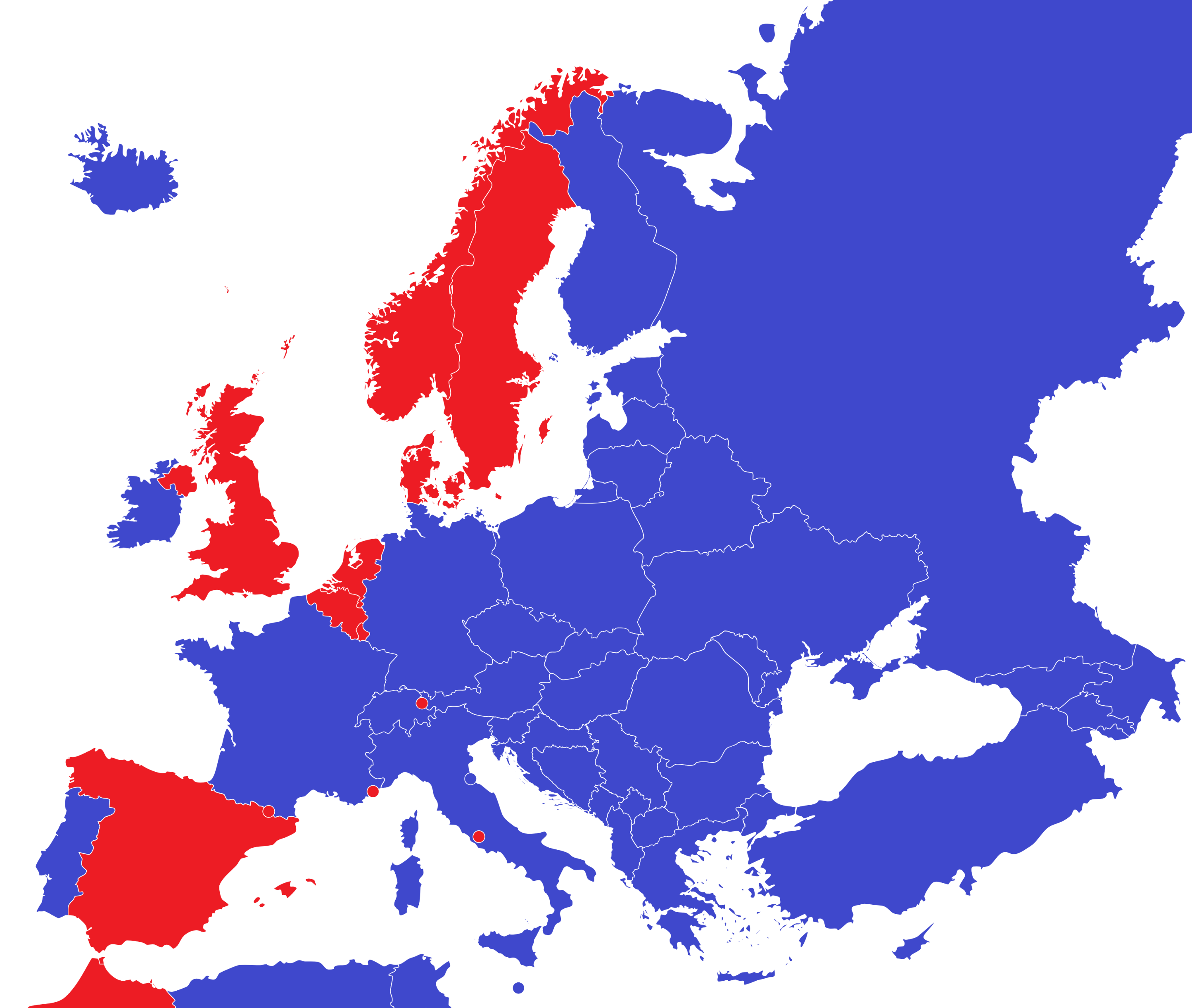
Forme di stato in Europa
Monarchia
Repubblica

Questo elemento è ricorrente nella gran parte delle monarchie europee, tra cui le monarchie parlamentari del Regno Unito, Spagna, Norvegia, Svezia, Danimarca, Paesi Bassi, Belgio e Lussemburgo e di altri micro-Stati con monarchia (Liechtenstein, Monaco e Andorra) o monarchia teocratica elettiva (Città del Vaticano). Una caratteristica delle monarchie europee (a volte considerata ricerca di legittimazione popolare) è l'inclusione di cittadini comuni nelle famiglie reali. Gli scandali più famosi della cronaca rosa, sono di certo il matrimonio di Grace Kelly e Ranieri III di Monaco (1956) e il matrimonio, divorzio e morte di Diana Spencer (1981-1997).
Tra i paesi arabi la situazione è più disomogenea. In Marocco e Giordania le monarchie sono più aperte rispetto che in Arabia Saudita o negli emirati del Golfo Persico (Kuwait, Bahrein, Qatar, Emirati Arabi Uniti e Oman), Malesia (con monarchia a rotazione tra i diversi sovrani Il degli stati federali) e il Brunei.
Il Bhutan è l'unica monarchia del subcontinente indiano, dopo la recente abolizione della monarchia in Nepal (2008). Il Giappone (paragonabile alle monarchie europee), la Thailandia e la Cambogia sono le restanti monarchie dell'Estremo Oriente. In Lesotho e Swaziland vengono tuttora mantenute monarchie tradizionali.
Attualmente sono quarantaquattro le monarchie nel mondo. In particolare, 15 di questi regni hanno per capo di Stato il re del Regno Unito in quanto membri del Commonwealth. Andorra è l'unica tra tutte le monarchie esistenti a essere una diarchia: infatti il ruolo di sovrano è condiviso dal presidente della Francia e dal vescovo di Urgell.

#### Lista delle monarchie esistenti
- Andorra
- Antigua e Barbuda
- Arabia Saudita
- Australia
- Bahamas
- Bahrein
- Belgio
- Belize
- Bhutan
- Brunei
- Cambogia
- Canada
- Città del Vaticano
- Danimarca
- Emirati Arabi Uniti
- Giamaica
- Giappone
- Giordania
- Grenada
- Isole Salomone
- Kuwait
- Lesotho
- Liechtenstein
- Lussemburgo
- Malaysia
- Marocco
- Monaco
- Norvegia
- Nuova Zelanda
- Oman
- Paesi Bassi
- Papua Nuova Guinea
- Qatar
- Regno Unito
- Saint Kitts e Nevis
- Saint Vincent e Grenadine
- Saint Lucia
- Samoa
- Spagna
- Svezia
- eSwatini
- Thailandia
- Tonga
- Tuvalu

### Monarchie abolite
Ancor più numerose sono le monarchie abolite. Vi sono stati paesi tuttavia che non sono mai stati monarchie, ad esempio la Svizzera e San Marino.